# Carlo Torrigiani
Carlo Torrigiani (Firenze, 9 gennaio 1807 – Firenze, 12 aprile 1865) è stato un politico italiano.
Figlio del marchese Pietro Torrigiani, legato per vie familiari alle più importanti famiglie dell'aristocrazia toscana, fu zio dei futuri Senatori e Sindaci di Firenze Ubaldino Peruzzi e Pietro Torrigiani.
Nel corso della prima guerra di indipendenza partecipò alla rivoluzione "moderata" di Firenze.
Nel 1850 ricoprì per pochissimi mesi la carica di Gonfaloniere di Firenze, e sotto i Savoia venne nominato Senatore del Regno.
È stato fondatore della scuola di San Niccolò, come ricorda una targa posta sulla facciata di Palazzo Nasi a Firenze. Inoltre lo ricorda una targa datata 5 giugno 1865, posta in via Giuseppe Dolfi, per la sua fondazione della Società Edificatrice.
Fu membro dell'Accademia dei Georgofili.

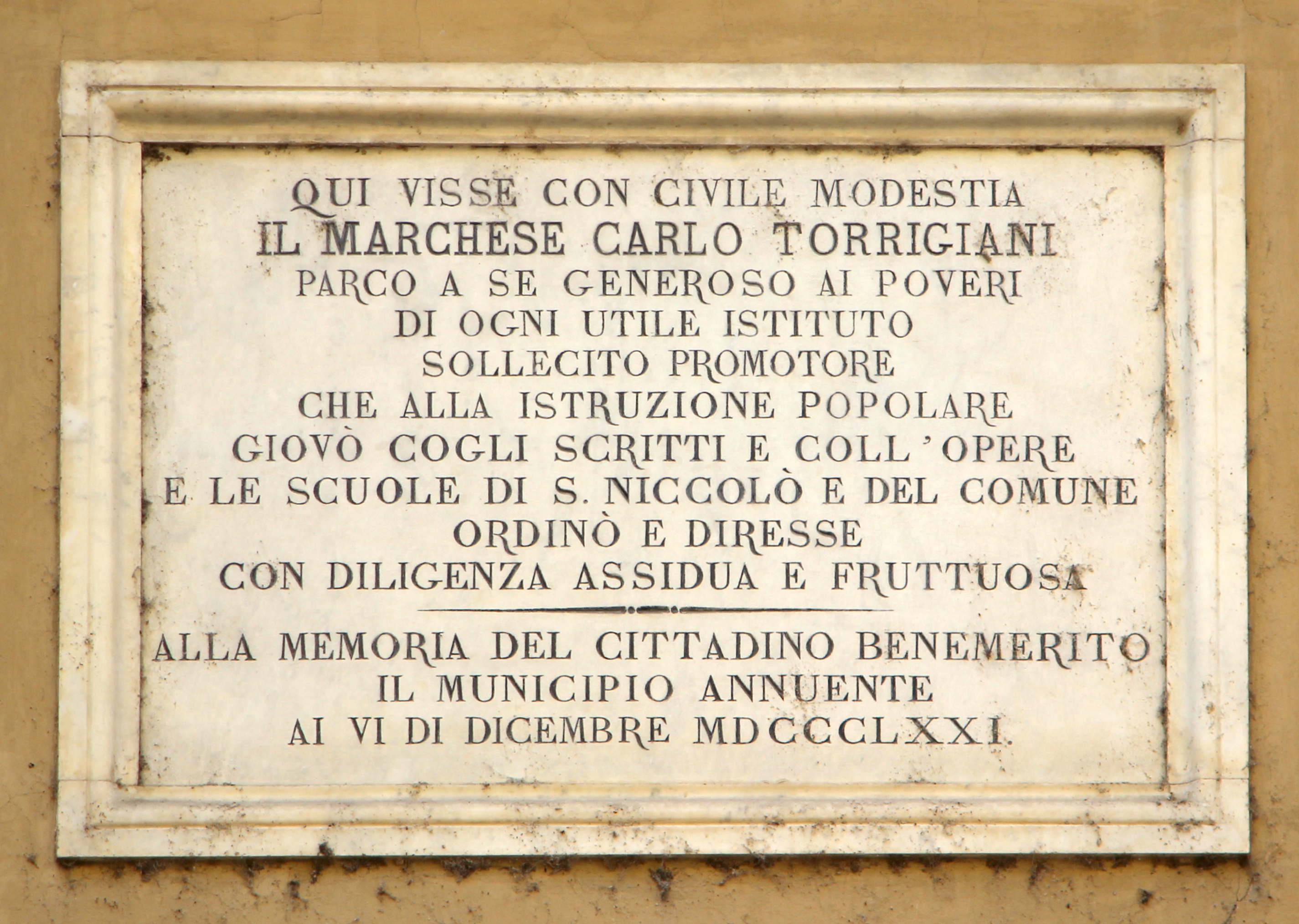
Lapide al marchese Carlo Torrigiani (1871) sulla facciata di palazzo Nasi in Firenze.